# Eloísa García de Wattenberg
Eloísa García García (Valladolid, 7 de abril de 1923-ibídem, 11 de julio de 2017), más conocida como Eloísa García de Wattenberg por su matrimonio con Federico Wattenberg, fue una historiadora, archivera y conservadora de museos española. Tuvo un importante papel en la vida cultural de su ciudad, dirigiendo, interviniendo profesionalmente o como colaboradora en gran parte de los museos y exposiciones temporales de Valladolid en el último medio siglo.

## Biografía
Estudió Filosofía y Letras en la Universidad de Valladolid desde 1941, coincidiendo en la clase de Federico Wattenberg, con el que se casó en 1949. Al contrario que su marido, dedicado fundamentalmente a la arqueología, Eloísa centró su carrera profesional en la archivística y la museología, como funcionaria del Cuerpo de Auxiliares de Archivos, Bibliotecas y Museos, y más tarde del de Conservadores de Museos.
Comenzó su carrera profesional en 1959 en el Archivo General de Simancas. Tras la prematura muerte de su marido en 1967 tomó su trabajo en el Museo Arqueológico Provincial, concluyendo las labores de traslado de sus fondos a la actual ubicación del palacio de Fabio Nelli y ejerciendo como directora durante nueve años. En 1968 fue nombrada directora del Museo Nacional de Escultura. 
Al mismo tiempo colaboró activamente con el Museo del Real Monasterio de San Joaquín y Santa Ana, las casas museo de Colón y Zorrilla, el Museo Diocesano y Catedralicio, el museo del convento de Santa Isabel y la iglesia museo de San Antolín, en Tordesillas. También colaboró en el montaje de las primeras exposiciones de Las Edades del Hombre y organizó el pabellón de la Nunciatura Apostólica en España en la Exposición Universal de Sevilla, así como las exposiciones del V centenario del Tratado de Tordesillas y del VII centenario de la Universidad Complutense.
Eloísa García fue vocal de la Junta Superior de Museos y secretaria en España del Consejo Internacional de Museos, así como académica de número de la Real Academia de Bellas Artes de la Purísima Concepción, de la que fue nombrada directora honoraria tras su jubilación. En 1976 fue la primera mujer en pregonar la Semana Santa de Valladolid.
A lo largo de su vida fue distinguida con numerosos premios y menciones honoríficas, como la Medalla de Oro al mérito en las Bellas Artes (1997), la encomienda de la Orden de Isabel la Católica, la cruz Pro Ecclesia et Pontifice de la Santa Sede o el Premio Castilla y León de la Restauración y Conservación del Patrimonio (2010).

## Reconocimientos
En 2020, fue incluida dentro del proyecto “Mujeres Investigadoras en los Archivos Estatales (1900-1970)” para la descripción archivística y creación de un micrositio específico en el Portal de Archivos Españoles (PARES), desarrollado entre 2020-2023. Este proyecto ha sido impulsado por la Subdirección General de Archivos Estatales, con el objetivo visibilizar la labor de investigación realizada en España por las mujeres en el intervalo 1900-1970 partiendo de los registros documentales que se conservan en los Archivos de Gestión de los AAEE del Ministerio de Cultura (el Archivo Histórico Nacional, el Archivo de la Corona de Aragón, el Archivo General de Simancas, el Archivo General de Indias, el Archivo de la Real Chancillería de Valladolid, el Archivo General de la Administración y el Centro de Información Documental de Archivos).